# Guillermo Olarte
Guillermo Gustavo Olarte Páez (Bogotá, 1958) es un teólogo, actor de teatro y televisión colombiano.

## Biografía
Nació en Bogotá. Estudió teología en la Pontificia Universidad Javeriana hizo su maestría de comunicación social y arte dramático en la Universidad Externado de Colombia. Su trayectoria empezó como docente de artes escénicas y dramáticas en las universidades de Santo Tomás y San Buenaventura hasta su retiro.
Su carrera en la actuación empezó como actor invitado en la telenovela La mujer en el espejo en 1997 y ahí se destacó por participar en las producciones como Pecados capitales, Tabú, Marido a sueldo, Las hermanitas Calle, La selección y Mentiras perfectas.

## Filmografía
- Revancha  (2017)
- Venganza (2016)
- Hermanitas Calle (2015)
- La selección (2014)
- Mentiras perfectas (2013)
- Historias clasificadas (2012)
- Pobres Rico (2011)
- El Capo (2010)
- Rosario Tijeras (2010)
- Gabriela, giros del destino (2009)
- Amor, mentiras y video (2008)
- Marido a sueldo (2007)
- Casados con hijos (2004)
- La saga, negocio de familia (2003)
- Pecados capitales (2002)
- Tabú (1999)
- Perro amor (1998)
- La mujer en el espejo (1997)